# Thank You Aimee
«Thank You Aimee» (estilizado como «thanK you aIMee» y «thank You aimEe») es una canción de la cantautora estadounidense Taylor Swift, que aparece como la vigésimo cuarta pista en la edición de álbum doble de su undécimo álbum de estudio, The Tortured Poets Department: The Anthology. La canción fue escrita y producida por Swift y el músico estadounidense Aaron Dessner, con el músico estadounidense Jack Antonoff también aportando en la producción. La letra de la canción trata sobre lidiar con un matón escolar. 
Debido al contenido lírico y las estilizaciones del título, algunas publicaciones de los medios de comunicación interpretaron «Thank You Aimee» como una tiradera hacia Kim Kardashian y Kanye West. «Thank You Aimee» alcanzó el puesto número 29 en el Billboard Global 200 y se ubicó en las listas de Australia, Canadá, Nueva Zelanda, Portugal y Estados Unidos. Swift interpretó la canción en una mezcla con su tema «Mean» en la fecha de Londres en The Eras Tour en junio de 2024.

## Antecedentes
Swift lanzó la edición estándar de The Tortured Poets Department el 19 de abril de 2024, que contiene dieciséis pistas y cuatro pistas de bonificación diferentes en distintas variantes de vinilo. Dos horas después del lanzamiento, Swift sorprendió al lanzar 15 pistas más como un álbum doble titulado The Tortured Poets Department: The Anthology.
Swift ha mantenido una larga disputa pública con el rapero estadounidense Kanye West, que comenzó cuando West subió al escenario e interrumpió el discurso de aceptación de Swift al «Mejor Video Femenino» en los MTV Video Music Awards de 2009. Los artistas se reconciliaron seis años después en los MTV Video Music Awards de 2015, momento en el que West ya estaba casado con la personalidad mediática estadounidense Kim Kardashian. Swift presentó a West con un premio por su trayectoria y se mantuvo al lado de Kardashian mientras West daba un discurso. Sin embargo, la disputa se reavivó después del lanzamiento del sencillo de West en 2016, «Famous». Swift consideró que la letra de la canción era misógina y sintió que West se atribuía injustamente su éxito. Varios meses después, Kardashian publicó extractos editados de un video en su historia de Snapchat, mostrando una llamada telefónica entre West y Swift que sugería que Swift aprobaba la letra ofensiva. La versión completa del video se filtró luego en 2020, mostrando que Swift finalmente no aprobaba algunas de las letras de West.
Inmediatamente después de la historia de Snapchat de Kardashian, Swift mantuvo su inocencia y denunció la publicación del video fuera de contexto, pero aun así fue criticada por los medios como «falsa y calculadora». Esta controversia, junto con otras que ocurrieron durante el ciclo promocional del quinto álbum de estudio de Swift, 1989 (2014), inspiró gran parte de su sucesor, Reputation (2017). Después de Reputation, Swift habló poco de Kardashian hasta su entrevista de 2023 para la «Persona del Año» de Time. Swift se refirió a las acciones de Kardashian como «un marco completamente fabricado, en una llamada telefónica grabada ilegalmente, que Kim Kardashian editó y luego publicó para decirle a todo el mundo que yo era una mentirosa».
Los fanáticos y periodistas de música sospecharon rápidamente que «Thank You Aimee» aludía a la disputa de Swift con Kardashian, debido a que el título estilizado como «thanK you aIMee» resaltaba las letras en mayúscula, formando «KIM».Posteriormente, al lanzar la versión acústica, Swift la tituló «thank You aimEe», donde las letras en mayúscula formaban «YE», una clara referencia a Kanye West.